# Android Oreo
Android Oreo (versione 8) è l'ottavo major update e la quindicesima versione del sistema operativo Android. Fu pubblicato in una versione alpha tramite una anteprima sviluppatore a marzo 2017 e distribuito al pubblico il 21 agosto 2017.
Contiene una serie di funzioni principali, tra cui raggruppamento delle notifiche, supporto picture-in-picture per i video, miglioramenti delle prestazioni e ottimizzazione dell'utilizzo della batteria e supporto per gli autofillers, Bluetooth 5, integrazione a livello di sistema con app VoIP, gamme di colori ampie e Wi-Fi Aware. Android Oreo introduce anche due principali funzionalità della piattaforma: Android Go - una distribuzione software del sistema operativo per dispositivi di fascia bassa - e supporto per l'implementazione di uno strato di astrazione dall'hardware.
A settembre 2019, il 27,04% dei dispositivi Android eseguiva Oreo, con il 10,47% che eseguiva Android 8.0 (API 26) e il 16,57% Android 8.1 (API 27).

## Cronologia
Android Oreo fu chiamato internamente "Oatmeal Cookie." Il 21 marzo 2017, Google ha distribuito la prima anteprima sviluppatore di Android "O", disponibile per Nexus 5X, Nexus 6P, Nexus Player, Pixel C e entrambi gli smartphone Pixel.
Il secondo, in versione beta, è stato pubblicato il 17 maggio 2017. La terza anteprima per sviluppatori è stata pubblicata l'8 giugno 2017 e offriva una versione definitiva dell'API. DP3 ha finalizzato l'API della distribuzione al livello API 26, è stata cambiata l'interfaccia utente della telecamera, sono state aggiunte notifiche a tema, aggiunta un'animazione batteria nelle impostazioni: BatteriaN una nuova icona e uno sfondo più scuro per l'app Orologio e un'icona a forma di goccia per le app.
Il 24 luglio 2017 è stata pubblicata una quarta anteprima per sviluppatori che includeva i comportamenti del sistema finale e le ultime correzioni di bug e ottimizzazioni. Android "O" è stato ufficialmente pubblicato il 21 agosto 2017 con il nome "Oreo". La statua è stata svelata in un evento promozionale di fronte al Chelsea Market di New York, un edificio che ospitava in passato una fabbrica di Nabisco in cui venivano prodotti i biscotti Oreo. Le factory images sono state rese disponibili per i dispositivi Pixel e Nexus più tardi quello stesso giorno. Il Sony Xperia XZ1 e il Sony Xperia XZ1 Compact sono stati i primi dispositivi disponibili con Oreo preinstallato.
Android 8.1 è stato pubblicato a dicembre 2017 per i dispositivi Pixel e Nexus, che presenta correzioni di bug minori e modifiche all'interfaccia utente.

## Caratteristiche

### Esperienza utente
Le notifiche possono essere posticipate e raggruppate in gruppi tematici noti come "canali". La funzione "Major Ongoing" ordina gli avvisi in modo prioritario, bloccando l'applicazione più importante nello slot superiore. Android Oreo contiene il supporto integrato per le modalità picture-in-picture (supportato nell'app YouTube per gli iscritti Premium di YouTube). L'app "Impostazioni" presenta un nuovo design, con un tema bianco e una categorizzazione più profonda delle diverse impostazioni, mentre le sue impostazioni di suoneria, sveglia e suono di notifica ora contengono un'opzione per aggiungere suoni personalizzati alla lista.
L'aggiornamento ad Android 8.1 supporta la visualizzazione delle percentuali della batteria dei dispositivi Bluetooth collegati, rende l'ombra della notifica leggermente traslucida e attenua i tasti di navigazione sullo schermo per ridurre la possibilità di burn-in.

### Piattaforma
Android Oreo aggiunge il supporto per il Neighborhood Aware Networking (NAN) per Wi-Fi basato su Wi-Fi Aware, Bluetooth 5, gamme di colori ampi nelle app, un'API per autofiller, multiprocesso e Google Browsingsupport per WebViews, un'API per consentire a livello di sistema l'integrazione per app VoIP e avvio di attività su display remoti. Android Runtime (ART) offre miglioramenti delle prestazioni e una migliore gestione della cache. Android Oreo contiene ulteriori limiti sulle attività in background delle app per migliorare la durata della batteria. Le app possono specificare "icone adattive" per contenitori di forma diversa specificati da temi, quali cerchi, quadrati o supercerchi
Android Oreo supporta le nuove emoji incluse nello standard Unicode 10. È stato inoltre introdotto un nuovo font emoji, che riprogetta in particolare le figure del viso per utilizzare una forma circolare tradizionale, a differenza del design "blob" introdotto su KitKat.
L'architettura di base di Android è stata rivista in modo tale che il codice specifico del fornitore a basso livello per supportare l'hardware di un dispositivo possa essere separato dal framework del sistema operativo Android utilizzando uno strato di astrazione dall'hardware noto come "interfaccia del fornitore". Le interfacce del fornitore devono essere rese compatibili con le future versioni di Android. Questa nuova architettura, denominata Project Treble, consente lo sviluppo e l'implementazione più rapida degli aggiornamenti Android per i dispositivi, poiché i fornitori devono solo apportare le modifiche necessarie al loro software in dotazione. Tutti i dispositivi che nascono di fabbrica con Oreo devono supportare un'interfaccia fornitore, ma questa funzione è facoltativa per i dispositivi che vengono aggiornati a Oreo da una versione precedente. Il sistema "aggiornamenti senza interruzioni" introdotto in Android 7.0 è stato modificato per scaricare i file di aggiornamento direttamente nella partizione di sistema, piuttosto che richiedere che vengano prima scaricati nella partizione utente. Ciò riduce i requisiti di spazio di archiviazione per gli aggiornamenti di sistema.
Android Oreo introduce un nuovo sistema di riparazione automatico noto come "Rescue Party"; se il sistema operativo rileva che i componenti del sistema core si bloccano in modo persistente durante l'avvio, eseguirà automaticamente una serie di passaggi di riparazione escalation. Se tutte le fasi di riparazione automatica sono esaurite, il dispositivo si riavvierà in modalità di ripristino e offrirà di eseguire un ripristino ai dati di fabbrica.
L'aggiornamento ad Android 8.1 introduce anche un'API di rete neurale, progettata per "[fornire] app con accelerazione hardware per operazioni di apprendimento automatico su dispositivo". Quest'API è progettata per l'uso su piattaforme di apprendimento automatico come TensorFlow Lite e co-processori specializzati come Pixel Visual Core (presente negli smartphone Samsung Pixel 2, ma inattiva fino alla 8.1), ma fornisce anche una modalità di fallback della CPU.

### Android Go
Oltre alla normale versione del sistema operativo, è stata lanciata una versione su misura per dispositivi di fascia bassa, Android Go, progettata e destinata a dispositivi con 1 GB o meno di RAM. Android Go implementa ottimizzazioni volte a ridurre l'utilizzo dei dati mobili (inclusa l'attivazione della modalità Risparmio dati come impostazione predefinita) e una serie di servizi Google dedicati con alcune modifiche per ridurre il consumo di risorse. Google Play Store evidenzierà anche app leggere adatte per questi dispositivi. Anche l'interfaccia del sistema operativo viene modificata, con il pannello delle impostazioni rapide che fornisce maggiore risalto alle informazioni riguardanti la batteria, il limite dei dati mobili e la memoria disponibile, il menu delle app recenti che utilizza un layout modificato e limitato a quattro app (per ridurre il consumo della RAM) e un'API per consentire ai gestori di telefonia mobile di implementare il monitoraggio e il recupero dei dati all'interno del menu delle impostazioni di Android. Anche Google Play Services è stato rivisto per ridurre l'impatto sulla memoria.
Android Go è stato reso disponibile agli OEM per Android 8.1

### Sicurezza
Android Oreo rinomina la scansione automatica di Google Play Store e app installate di fabbrica come "Google Play Protect", e offre la funzionalità, oltre a Trova il mio dispositivo (in precedenza Gestione dispositivo Android), maggiore risalto nel menu Sicurezza dell'app Impostazioni. Al contrario di una singola impostazione a livello di sistema per abilitare l'installazione di app da fonti esterne al Google Play Store, questa funzione è ora implementata come autorizzazione che può essere concessa a singole app. L'avvio verificato ora include una funzionalità di "Protezione dal rollback", che impone una restrizione sul ripristino del dispositivo a una versione precedente di Android, finalizzata a impedire a un potenziale malintenzionato di aggirare le misure di sicurezza installando una versione precedente del sistema operativo.

## Android Oreo Go
I prodotti con Android Go sono stati presentati per la prima volta al MWC 2018 con sei prodotti: Nokia 1, ZTE Tempo Go, Alcatel 1X, GM8 Go, Lava Z50 e Bharat Go.
| Marca          | Modello           | Data di lancio | Dimensioni             | Peso  | Display                      | Display            | Display     | Display       | Archiviazione interna | RAM  | Fotocamera    | Fotocamera | Processore               | GPU            | Batteria |
| Marca          | Modello           | Data di lancio | Dimensioni             | Peso  | Dimensioni diagonali schermo | Rapporto d'aspetto | Risoluzione | Densità pixel | Archiviazione interna | RAM  | Principale    | Frontale   | Processore               | GPU            | Batteria |
| -------------- | ----------------- | -------------- | ---------------------- | ----- | ---------------------------- | ------------------ | ----------- | ------------- | --------------------- | ---- | ------------- | ---------- | ------------------------ | -------------- | -------- |
| Nokia          | 1                 | febbraio 2018  | 133,6 × 67,8 × 9,5 mm  | 131 g | 114,3 mm                     | 16:9               | 854 × 480   | 218 ppi       | 8 GB                  | 1 GB | 5 MP          | 2 MP       | Mediatek MT6737M         | Mali-T720MP1   | 2150 mAh |
| Nokia          | 2 (2.1)           | maggio 2018    | 153,6 × 77,6 × 9,7 mm  | 174 g | 139,7 mm                     | 16:9               | 1280 × 720  | 267 ppi       | 8 GB                  | 1 GB | 8 MP          | 5 MP       | Qualcomm Snapdragon 425  | Adreno 308     | 4000 mAh |
| ZTE            | Tempo Go          | febbraio 2018  | 145,5 × 72 × 9,2 mm    | 150 g | 127 mm                       | 16:9               | 854 × 480   | 196 ppi       | 8 GB                  | 1 GB | 5 MP          | 2 MP       | Qualcomm Snapdragon 210  | Adreno 304     | 2200 mAh |
| Alcatel        | 1X                | febbraio 2018  | 147,5 × 70,6 × 9,1 mm  | 151 g | 134,6 mm                     | 18:9               | 960 × 480   | 203 ppi       | 16 GB                 | 1 GB | 8 MP f/2.0    | 5 MP f/2.2 | Mediatek MT6739          | PowerVR GE8100 | 2460 mAh |
| Alcatel        | 1                 | giugno 2018    | 137,6 × 65,7 × 9,8 mm  | 134 g | 127 mm                       | 18:9               | 960 × 480   | 215 ppi       | 8 GB                  | 1 GB | 5 MP          | 2 MP       | Mediatek MT6739          | PowerVR GE8100 | 2000 mAh |
| Asus           | ZenFone Live (L1) | maggio 2018    | 147,3 × 71,8 × 8,2 mm  | 140 g | 139,7 mm                     | 18:9               | 1440 × 720  | 293 ppi       | 16/32 GB              | 1 GB | 13 MP f/2.0   | 5 MP f/2.4 | Qualcomm Snapdragon 425  | Adreno 308     | 3000 mAh |
| Lava           | Z50               | febbraio 2018  | 135 × 66,6 × 9,7 mm    | 140 g | 114,3 mm                     | 16:9               | 854 × 480   | 218 ppi       | 8 GB                  | 1 GB | 5 MP          | 5 MP       | Mediatek MT6737M         | Mali-T720MP2   | 2000 mAh |
| Micromax       | Bharat Go         | febbraio 2018  | 136,5 × 67 × 9,6 mm    | 130 g | 114,3 mm                     | 16:9               | 854 × 480   | 218 ppi       | 8 GB                  | 1 GB | 5 MP          | 5 MP       | Mediatek MT6737M         | Mali-T720MP1   | 2000 mAh |
| General Mobile | GM8 Go            | febbraio 2018  | 150 × 70,5 × 8,6 mm    | 152 g | 139,7 mm                     | 18:9               | 1440 × 720  | 293 ppi       | 16 GB                 | 1 GB | 13 MP f/2.0   | 5 MP f/2.2 | Mediatek MT6739          | PowerVR GE8100 | 3500 mAh |
| Blackview      | A20               | aprile 2018    | 146,7 × 70,7 × 9,6 mm  | 170 g | 139,7                        | 18:9               | 960 × 480   | 195 ppi       | 8 GB                  | 1 GB | 5 MP + 0,3 MP | 2 MP       | MediaTek MT6580M         | Mali-400 MP2   | 3000 mAh |
| Motorola       | E5 Play (Europa)  | luglio 2018    | 147 × 71 × 9 mm        | 145 g | 148,3 mm                     | 18:9               | 960 × 480   | 184 ppi       | 16 GB                 | 1 GB | 8 MP f/2.0    | 5 MP       | Qualcomm Snapdragon 425  | Adreno 308     | 2100 mAh |
| Samsung        | Galaxy J2 Core    | agosto 2018    | 143,4 × 72,1 × 8,9 mm  | 154 g | 127 mm                       | 16:9               | 960 × 540   | 220 ppi       | 8 GB                  | 1 GB | 8 MP f/2.2    | 5 MP f/2.2 | Samsung Exynos 7570 Quad | Mali-T720 MP1  | 2600 mAh |
| Samsung        | Galaxy J4 Core    | novembre 2018  | 160,6 × 76,1 × 7,99 mm | 177 g | 152,4 mm                     | 16:9               | 1480 × 720  | 274 ppi       | 16 GB                 | 1 GB | 8 MP f/2.2    | 5 MP f/2.2 | Qualcomm Snapdragon 425  | Adreno 308     | 3300 mAh |